# 新胡薩里夫卡
49°23′29″N 36°52′37″E / 49.39139°N 36.87694°E
新胡薩里夫卡（烏克蘭語：Нова Гусарівка）是位於烏克蘭東部的村莊，由哈爾科夫州伊久姆區的巴拉克利亚市镇負責管轄。該村始建於1824年，面積1.25平方公里，海拔高度130米，2001年人口852，人口密度每平方公里682.2人。